# The Paul Butterfield Blues Band (musikalbum)
The Paul Butterfield Blues Band är debutalbumet av gruppen med samma namn och det lanserades i oktober 1965.
I magasinet Rolling Stone blev det utnämnt till nummer 476 på deras lista The 500 Greatest Albums of All Time. Skivan domineras nästan helt av Paul Butterfields munspel och Mike Bloomfields gitarrspel. På senare album blev gruppen mer demokratisk och övriga medlemmar fick spela mera. Skivan var en av de första där man hade en ljushyad sångare som sjöng renodlad blues och har setts som en viktig föregångare till stilen som kom att benämnas bluesrock. Kommersiellt sett var skivan inte en så stor framgång, bandets kommande skivor skulle bli lite mer framgångsrika.

## Låtlista
(kompositör inom parentes)
1. "Born in Chicago" (Nick Gravenites) - 2:55
2. "Shake Your Moneymaker" (Elmore James) - 2:27
3. "Blues with a Feeling" (Walter Jacobs) - 4:20
4. "Thank You Mr. Poobah" (Mike Bloomfield, Paul Butterfield, Mark Naftalin) - 4:05
5. "Got My Mojo Working" (Muddy Waters) - 3:30
6. "Mellow Down Easy" (Willie Dixon) - 2:48
7. "Screamin'" (Mike Bloomfield) - 4:30
8. "Our Love Is Drifting" (Mike Bloomfield, Elvin Bishop) - 3:25
9. "Mystery Train" (Junior Parker, Sam Phillips) - 2:45
10. "Last Night" (Walter Jacobs) - 4:15
11. "Look Over Yonders Wall" (James Clark) - 2:23

## Listplaceringar
- Billboard 200, USA: #123[1]